# جنگ شوالیه‌های تتونیک و لهستان (۱۳۲۶–۱۳۳۲)
جنگ شوالیه‌های تتونیک و لهستان (۱۳۲۶-۱۳۳۲) جنگی میان شوالیه‌های تتونیک و پادشاهی لهستان بود که از ۱۳۲۶ تا ۱۳۳۲ میلادی به طول انجامید و به قرارداد کالیس ختم گردید.